# Robert Marijanović
Robert Marijanović (Freudenstadt, 6 mei 1980) is een voormalig Duitse dartsspeler van Kroatische herkomst.

## Carrière
In 2013 deed Marijanovic voor het eerst mee aan het PDC WK. Hij verloor in de 1e ronde. Hij zou in 2015 nogmaals meedoen. Hij verloor wederom in de 1e ronde. In 2018 won hij voor het eerst een PDC Tourkaart, voor de jaren 2018 en 2019. Hij plaatste zich aan het einde van het eerste jaar van zijn tourkaart voor zijn 3e WK, het WK van 2019. Hij verloor wederom in de 1e ronde. Zijn tourkaart zou hij niet weten te behouden. Hij haalde zijn tourkaart in 2021 voor de jaren 2021 en 2022 door als achtste op de European Q-School Order of Merit te eindigen. Hij gaf deze tourkaart na 1 jaar weer op. 

## Resultaten op wereldkampioenschappen

### PDC
- 2013: Laatste 72 (verloren van Daryl Gurney met 3-4 in legs)
- 2015: Laatste 64 (verloren van Stephen Bunting met 1-3)
- 2019: Laatste 96 (verloren van Richard North met 2-3)